# Томакаси
Томака́си (рос. Томакасы, чув. Томаккасси) — присілок у складі Чебоксарського району Чувашії, Росія. Входить до складу Атлашевського сільського поселення.
Населення — 53 особи (2010; 58 у 2002).
Національний склад:
- чуваші — 100 %